# Adriana Cantisani
Adriana Cantisani (Montevideo, 1º novembre 1967) è un'educatrice, personaggio televisivo e scrittrice uruguaiana naturalizzata italiana.

## Biografia[1]
Adriana Cantisani nasce il 1º novembre 1967 a Montevideo, in Uruguay, da madre di origine brasiliano-tedesca e padre di origine italiana. Nei primi anni settanta si sposta con la famiglia negli Stati Uniti, in California, dove si laurea in Lingue con indirizzo in psicologia cognitiva per l'apprendimento linguistico, iniziando a lavorare con i bambini.
Nel 1992 si trasferisce a Casalecchio di Reno, dove risiede con la famiglia. Qui inizia a lavorare presso scuole private come insegnante di inglese, spagnolo e italiano. Nel 1995, grazie alla sua passione per l'educazione infantile e alle sue competenze personali e professionali nel bilinguismo, Adriana crea e sviluppa un metodo che unisce gioco e divertimento nell'apprendimento della lingua inglese per i più piccoli: English Is Fun!. Tale metodo sarà poi raccontato dalla stessa Adriana nel libro Tata help! edito da Rizzoli nel 2011. È sempre in questi anni, che Adriana affina la sua attività di formatrice, affermandosi come family coach, ovvero il consulente che fornisce strategie e strumenti per migliorare le relazioni tra i componenti della famiglia, in particolar modo quelle tra genitori e figli.
Nel 2008 Adriana Cantisani entra a far parte del cast del reality show italiano SOS Tata, in onda su FoxLife e LA7. Nel 2010 i suoi impegni televisivi raddoppiano: DeA Kids, il canale televisivo a pagamento prodotto dalla De Agostini, trae spunto da English Is Fun per produrre un nuovo format televisivo: English for me! dove Adriana, creatrice e autrice del programma insieme a Magnolia, in compagnia dell'amico Teo insegna in maniera giocosa e divertente l'inglese ai bambini in età prescolare.
Nel 2012 Adriana diventa il volto del nuovo canale televisivo, sempre edito da De Agostini, DeA Junior per il quale conduce Adriana, Tino & me programma che debutta il 29 ottobre 2012 e che va in onda per due stagioni.
Sempre per Dea Junior Adriana conduce nel 2014 Adri e Lalla un programma che prova a rispondere in modo semplice e chiaro ai tanti 'perché' dei bambini.
Negli anni successivi, accantonata l'esperienza televisiva, Adriana si dedica al progetto Mamatika per portare la sua metodologia English is Fun! al di fuori dei confini italiani attraverso la formazione online dei docenti.

## Televisione
- SOS Tata (Fox Life e La7, 2008-2012)
- English for me! (DeA Kids, 2010)
- Adriana Tino e me! (DeA Junior, dal 2012)
- Adri e Lalla (DeA Junior, dal 2014)

## Pubblicazioni
- Tata Help!, Rizzoli Editore, 2011
- Se mi vuoi aiutare, lasciami fare!, Kowalski Editore, 2013
- Noi ci vogliamo bene, Mondadori, 2016 - inserti a tema